# Kiçik Qaramurad
Kiçik Qaramurad är en ort i Azerbajdzjan. Den ligger i distriktet Gädäbäy rajon, i den västra delen av landet, 400 km väster om huvudstaden Baku. Kiçik Qaramurad ligger 1 345 meter över havet och antalet invånare är 1 466.
Terrängen runt Kiçik Qaramurad är kuperad åt nordost, men åt sydväst är den bergig. Närmaste större samhälle är distriktshuvudorten Gädäbäy, 12,0 km öster om Kiçik Qaramurad. 
Trakten runt Kiçik Qaramurad består i huvudsak av gräsmarker. Runt Kiçik Qaramurad är det ganska tätbefolkat, med 70 invånare per kvadratkilometer.